# Чернов, Юрий Львович
Ю́рий Льво́вич Черно́в (28 августа 1935, Москва, РСФСР, СССР — 19 июня 2009, Москва, Россия) — советский и российский скульптор, педагог, профессор, академик РАХ (1997; член-корреспондент 1979). Народный художник РСФСР (1979). Член Союза художников СССР с 1960 года. Наиболее известные работы — памятники Юрию Гагарину в Москве и Оренбурге.

## Биография
Юрий Чернов родился 28 августа 1935 года в Москве. Он рано осиротел: в 1939 году был репрессирован и погиб его отец, в 1944 году умерла мама.
Учился в Московской средней художественной школе, затем в Московском государственном художественном институте имени В. И. Сурикова.
В 1960 году Чернов окончил институт и уже через месяц был принят в Союз художников СССР.
В 1961—1965 годах Чернов совершил ряд творческих поездок по стране и за рубеж. 
В 1978 году за работы «Доктор Илизаров» (1969), «Юрий Гагарин» (1977), «Поэт и геолог Э. Портнягин» (1976) и «Иван Шадр» (1977) Юрий Чернов был отмечен серебряной медалью Академии художеств СССР.
С 1977 по 1987 год — секретарь правления Союза художников СССР.
С 1991 года преподавал в Государственном специализированном институте искусств (ныне Российская государственная специализированная академия искусств), с 1995 года — профессор.
Юрий Львович Чернов умер 19 июня 2009 года в Москве на 74-м году жизни. Похоронен на Кузьминском кладбище.

## Награды и звания
- Орден «За заслуги перед Отечеством» IV степени (27 марта 2006) — за большой вклад в развитие отечественного изобразительного искусства и многолетнюю творческую деятельность[4].
- Орден Дружбы народов.
- Орден «Знак Почёта».
- Медаль «За трудовое отличие» (14 ноября 1980) — за большую работу по подготовке и проведению Игр XXII Олимпиады[5].
- Народный художник РСФСР (1979).
- Заслуженный художник РСФСР (1970).
- Действительный член Российской академии художеств (1997).
- Профессор (1995).
- Действительный член Академии художеств Киргизии (1998).
- Первая премия за участие во всесоюзной выставке «50 лет ВЛКСМ» (1968).

## Работы
- «На стройке» 1961, в собрании Музея имени М. А. Врубеля,
- «Памятник М. А. Ульянова с сыном Володей» (в соавторстве),
- «Плотогон»,
- «В алтайском селе»,
- «У колонки»,
- «Строительный батальон»,
- «Монтажники»,
- «Весной»,
- «На реке»,
- «Рыбаки»
- «Отец и сыновья»,
- «Автопортрет с дочерью»,
- «Портрет Г. А. Илизарова»,
- «Терентий Мальцев»,
- «Скульптор Т. Садыков в новой мастерской»,
- «Время идет (В кругу друзей)»,
- «Молодая художница»,
- «Юрий Сенкевич»,
- «Олимпийский чемпион В. Капитонов»,
- «Драматург М. Шатров»,
- «Юрий Гагарин» (1977),
- памятник Т. Мальцеву (1983) в селе Мальцево Курганской области,
- памятник Л. Красину в Кургане (1978),
- памятник Н. Швернику (1979),
- памятник М. Келдышу (1981) в Москве,
- памятник А. Горькому во Фрунзе (1981),
- памятник И. Шадру в Шадринске (1984),
- памятник Александру Невскому в Новгороде (1985),
- памятник И. Бабушкину в Вологде (1987),
- памятник П. Е. Дыбенко в Новозыбкове Брянской области (1987),
- памятник Л. Н. Толстому в Николо-Вяземском Тульской области (1988),
- памятник Фритьофу Нансену в Спитаке (1989, Армения),
- памятник Г. А. Илизарову в Кургане (1994),
- Памятник Юрию Гагарину — в Саратове.(1995)
- Памятник Шолом-Алейхему в Москве (2001).

## Семья
- Отец — Чернов Лев Ильич.
- Мать — Чернова Анна Мироновна.
- Супруга — Чернова Инна Ричардовна.
- Дочь — Чернова Екатерина Юрьевна.
- Брат — Александр